# Drát

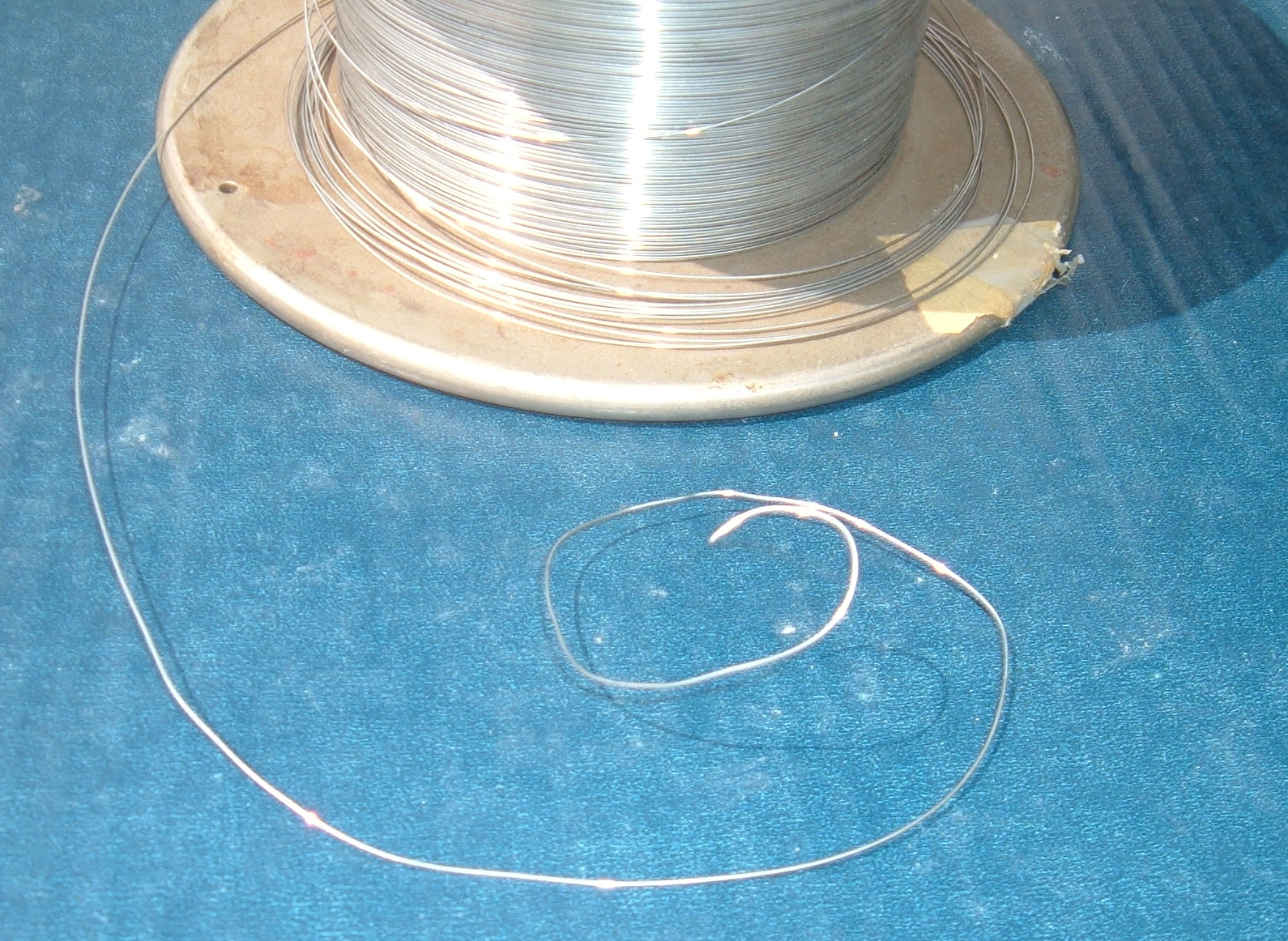
Drát na cívce

Drát je hutní výrobek, zpravidla malého kruhovitého průřezu. Vyrábí se válcováním nebo tažením kovu do velké délky. Dráty jsou vyráběny z oceli, mědi, hliníku i jiných kovů nebo jejich slitin. Mívají velkou ohebnost a pevnost. Jsou používány k mnoha různým účelům. Dráty z Cu a Al (holé nebo izolované) se používají k vedení elektrického proudu.
Drát se vyrábí tažením v drátovnách. Tenčí dráty se vyrábí z drátů silnějších protahováním přes zužující se otvory v ocelové desce. Dráty s průměrem nad 5 mm se vyrábí válcováním.

## Uplatnění ve výrobě
Používá se k výrobě
- drátěných pletiv
- drátěných lan
- elektrických vodičů
  - holé – pro venkovní vedení a výrobu lanek (licny) a lanových vodičů pro venkovní vedení
  - lakované – (někdy nesprávně smaltované) na vinutí cívek elektrických strojů
  - izolované – pro domovní instalace, pro výrobu sdělovacích i silových kabelů
  - odporové – pro zhotovení topných těles
- vyplétaných kol k jízdním kolům a motocyklům
- pro potřeby chirurgie

## Obdobné výrobky
Formu drátu mají i přídavné materiály pro svařování a pájení
- Svářecí elektrody mají formu tyčky obalené tavidlem
- Svařovací drát pro obloukové svařování v ochranné atmosféře je navinutý na zásobní cívce, díky využití ochranné atmosféry nemusí být obalen tavidlem
- Měkké pájky (hlavní složkou slitiny je cín) mohou být z čisté pájky nebo ve formě duté trubičky plněné tavidlem
- Svařovacím drátem se někdy nazývají také plastové tyčinky, určené jako přídavný materiál při svařování plastových nádrží
- Nebo se také uplatňuje přísloví: Lepší než drátem do oka.